# Gooby
Gooby est un film canadien pour enfants sorti en 2009 et réalisé par Wilson Coneybeare.
Il met en vedette l'acteur Matthew Knight qui joue le rôle de Willy, un enfant de 11 ans qui a peur de sa nouvelle maison.
C'est une comédie familiale fantastique.

## Synopsis
Willy est un jeune garçon solitaire et craintif qui vient d'emménager avec ses parents dans une nouvelle maison, il se croit pourchassé par des extraterrestres. Arrive Gooby son ours en peluche devenue vivant en réponse à son souhait de voir quelqu'un pour le sauver. Gooby va l'aider à devenir fort et à la fin de comprendre une chose essentielle à la vie.

## Fiche technique
- Réalisation : Wilson Coneybeare
- Auteurs & scénaristes : Wilson Coneybeare

## Distribution
Légende : Version Québécoise = VQ
- Robbie Coltrane (VQ : Guy Nadon) : Gooby (voix)
- Matthew Knight (VQ : Samuel Jacques) : Willy
- David James Elliott (VQ : François Godin) : Jack Dandridge
- Ingrid Kavelaars (VQ : Viviane Pacal) : Elize
- Eugene Levy (VQ : Jean-Marie Moncelet) : Mr. Nerdlinger
- Mary Haney (VQ : Anne Caron) : Mme. Williams
- Len Doncheff (VQ : André Montmorency) : Mr. Ogilvey
- Paula Boudreau (VQ : Hélène Mondoux) : Mme. Deacon
- Elle Downs (VQ : Catherine Hamann) : Mme. Donnelly
- Ricky Hegarty (VQ : Léo Caron) : Colin
- Mathew Peart (VQ : Samuel Hébert) : Bruce